# Três Dias de Bruges–De Panne feminina de 2018
A 1.ª edição dos Três Dias de Bruges–De Panne feminina celebrou-se a 22 de março de 2018 sobre um percurso de 151,7 km com início em Brugas e final na cidade de De Panne em Bélgica.
A carreira fez parte do UCI WorldTour Feminino de 2018 como concorrência de categoria 1.wwT do calendário ciclístico de máximo nível mundial sendo a quarta carreira de dito circuito e foi vencida pela ciclista belga Jolien D'Hoore da equipa Mitchelton-Scott. O pódio completaram-no a australiana Chloe Hosking da equipa Alé Cipollini e a luxemburguesa Chloe Hosking da equipa Alé Cipollini.

## Equipas
Tomaram parte na carreira um total de 24 equipas convidadas pela organização, todos eles de categoria UCI Team Feminino, quem conformaram um pelotão de 137 ciclistas e destes terminaram 86.
| Equipes femininas profissionais (24)- Alé Cipollini - Aromitalia Vaiano - Boels Dolmans - BTC City Ljubljana - Canyon-SRAM Racing - Cervélo Bigla - Cylance - Doltcini-Van Eyck Sport - Experza-Footlogix - FDJ-Nouvelle Aquitaine-Futuroscope - Health Mate-Cyclelive Team - Hitec Products-Birk Sport - Lotto Soudal Ladies - Mitchelton-Scott - Movistar Team - Parkhotel Valkenburg-Destil - Sunweb - Tibco-Silicon Valley Bank - Trek-Drops - Valcar PBM - Virtu - WaowDeals - Wiggle High5 - WNT-Rotor Pro Cycling |
| |

## Classificações finais

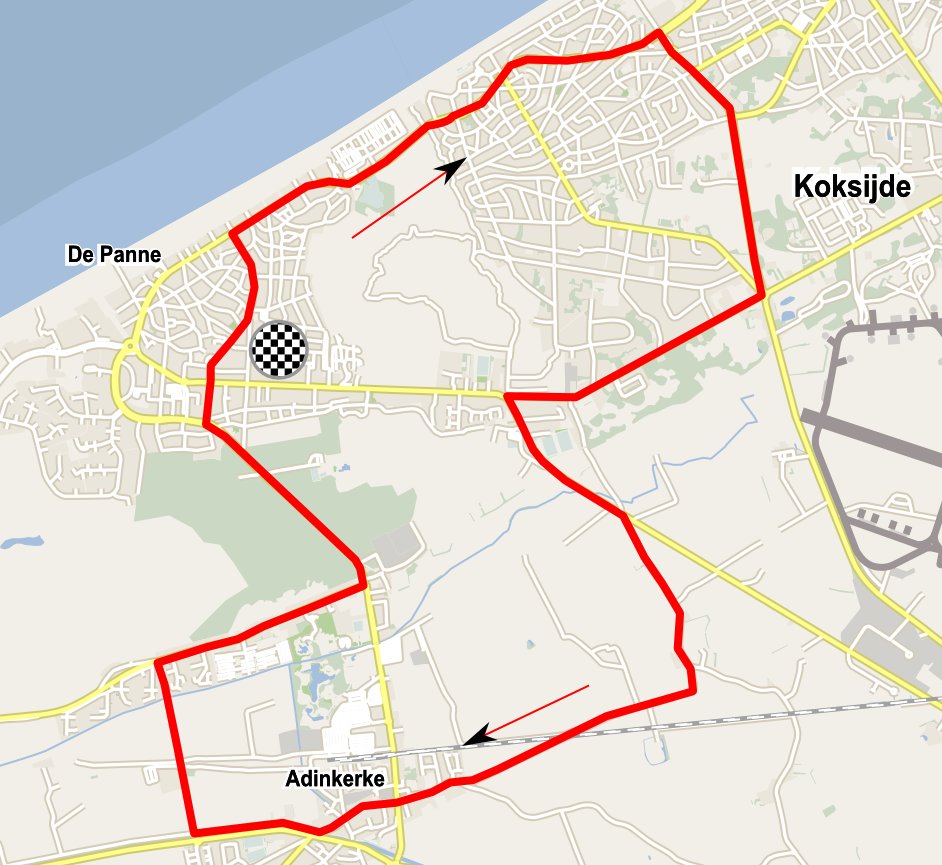
Detalhe do circuito urbano

As classificações finalizaram da seguinte forma:

### Classificação geral
| \| Classificação geral \| Classificação geral \| Classificação geral \| Classificação geral \| Classificação geral \| \| Ciclista \| Ciclista \| Equipe \| Tempo \| \| \| ------------------- \| ------------------------- \| -------------------- \| ------------------- \| ------------------- \| \| 1. \| Jolien D'Hoore \| Mitchelton-Scott \| 3h52m23s \| \| \| 2. \| Chloe Hosking \| Alé Cipollini \| + 0s \| \| \| 3. \| Christine Majerus \| Boels Dolmans \| + 0s \| \| \| 4. \| Lorena Wiebes \| Parkhotel Valkenburg \| + 0s \| \| \| 5. \| Lisa Brennauer \| Wiggle High5 \| + 0s \| \| \| 6. \| Maria Giulia Confalonieri \| Valcar PBM \| + 0s \| \| \| 7. \| Sheyla Gutiérrez \| Cylance \| + 0s \| \| \| 8. \| Jeanne Korevaar \| WaowDeals \| + 0s \| \| \| 9. \| Tiffany Cromwell \| Canyon-SRAM Racing \| + 0s \| \| \| 10. \| Christina Siggaard \| Virtu Cycling Women \| + 0s \| \| |                           |                      |          |
| |                           |                      |          |
| Fonte: ProCyclingStats |                           |                      |          |
| Classificação geral |                           |                      |          |
| Ciclista | Ciclista                  | Equipe               | Tempo    |
| 1. | Jolien D'Hoore            | Mitchelton-Scott     | 3h52m23s |
| 2. | Chloe Hosking             | Alé Cipollini        | + 0s     |
| 3. | Christine Majerus         | Boels Dolmans        | + 0s     |
| 4. | Lorena Wiebes             | Parkhotel Valkenburg | + 0s     |
| 5. | Lisa Brennauer            | Wiggle High5         | + 0s     |
| 6. | Maria Giulia Confalonieri | Valcar PBM           | + 0s     |
| 7. | Sheyla Gutiérrez          | Cylance              | + 0s     |
| 8. | Jeanne Korevaar           | WaowDeals            | + 0s     |
| 9. | Tiffany Cromwell          | Canyon-SRAM Racing   | + 0s     |
| 10. | Christina Siggaard        | Virtu Cycling Women  | + 0s     |

## UCI WorldTour Feminino
A carreira Três Dias de Bruges–De Panne feminina outorga pontos para o UCI WorldTour Feminino de 2018 e o UCI World Ranking Feminino, incluindo a todas as corredoras das equipas nas categorias UCI Team Feminino. As seguintes tabelas mostram o barómetro de pontuação e as 10 corredoras que obtiveram mais pontos:
| Posição   | 1.ª | 2.ª | 3.ª | 4.ª | 5.ª | 6.ª | 7.ª | 8.ª | 9.ª | 10.ª | 11.ª | 12.ª | 13.ª | 14.ª | 15.ª | 16.ª-30.ª | 31.ª-40.ª |
| Pontuação | 200 | 150 | 125 | 100 | 85  | 70  | 60  | 50  | 40  | 35   | 30   | 25   | 20   | 15   | 10   | 5         | 3         |

| Classificação |                           |                      |        |
| Posição       | Ciclista                  | Equipo               | Pontos |
| ------------- | ------------------------- | -------------------- | ------ |
| 1.ª           | Jolien D'Hoore            | Mitchelton-Scott     | 200    |
| 2.ª           | Chloe Hosking             | Alé Cipollini        | 150    |
| 3.ª           | Christine Majerus         | Boels-Dolmans        | 125    |
| 4.ª           | Lorena Wiebes             | Parkhotel Valkenburg | 100    |
| 5.ª           | Lisa Brennauer            | Wiggle High5         | 85     |
| 6.ª           | Maria Giulia Confalonieri | Valcar PBM           | 70     |
| 7.ª           | Sheyla Gutiérrez          | Cylance              | 60     |
| 8.ª           | Jeanne Korevaar           | WaowDeals            | 50     |
| 9.ª           | Tiffany Cromwell          | Canyon SRAM Racing   | 40     |
| 10.ª          | Christina Siggaard        | Virtu                | 35     |